# (100596) Perrett
(100596) Perrett (1997 PN2) – planetoida z pasa głównego asteroid okrążająca Słońce w ciągu 5,29 lat w średniej odległości 3,03 j.a. Odkryta 9 sierpnia 1997 roku.